# Jimmy Dickinson
James William „Jimmy” Dickinson (ur. 25 kwietnia 1925 w Alton, zm. 8 października 1982 w Alton) – angielski piłkarz występujący podczas kariery na pozycji pomocnika.

## Kariera klubowa
Jimmy Dickinson całą piłkarską karierę spędził w Portsmouth, w którym występował w latach 1946-1965. Z Portsmouth dwukrotnie zdobył mistrzostwo Anglii w 1949 i 1950 oraz Tarczę Dobroczynności w 1949. W 1959 spadł z Portsmouth do Division Two, a dwa lata później do Division Three. Ogółem w barwach Portsmouth rozegrał 764 spotkania, w których zdobył 9 bramek.
| Sezon   | Klub            | Kraj   | Rozgrywki      | Mecze | Bramki |
| ------- | --------------- | ------ | -------------- | ----- | ------ |
| 1946/47 | Portsmouth F.C. | Anglia | Division One   | 40    | 0      |
| 1947/48 | Portsmouth F.C. | Anglia | Division One   | 42    | 0      |
| 1948/49 | Portsmouth F.C. | Anglia | Division One   | 41    | 0      |
| 1949/50 | Portsmouth F.C. | Anglia | Division One   | 40    | 0      |
| 1950/51 | Portsmouth F.C. | Anglia | Division One   | 41    | 2      |
| 1951/52 | Portsmouth F.C. | Anglia | Division One   | 40    | 0      |
| 1952/53 | Portsmouth F.C. | Anglia | Division One   | 40    | 1      |
| 1953/54 | Portsmouth F.C. | Anglia | Division One   | 40    | 1      |
| 1954/55 | Portsmouth F.C. | Anglia | Division One   | 25    | 0      |
| 1955/56 | Portsmouth F.C. | Anglia | Division One   | 39    | 1      |
| 1956/57 | Portsmouth F.C. | Anglia | Division One   | 42    | 0      |
| 1957/58 | Portsmouth F.C. | Anglia | Division One   | 42    | 2      |
| 1958/59 | Portsmouth F.C. | Anglia | Division One   | 39    | 2      |
| 1959/60 | Portsmouth F.C. | Anglia | Division Two   | 42    | 0      |
| 1960/61 | Portsmouth F.C. | Anglia | Division Two   | 40    | 0      |
| 1961/62 | Portsmouth F.C. | Anglia | Division Three | 46    | 0      |
| 1962/63 | Portsmouth F.C. | Anglia | Division Two   | 42    | 0      |
| 1963/64 | Portsmouth F.C. | Anglia | Division Two   | 42    | 0      |
| 1964/65 | Portsmouth F.C. | Anglia | Division Two   | 41    | 0      |

## Kariera reprezentacyjna
W reprezentacji Anglii Dickinson zadebiutował 18 maja 1949 w wygranym 4-1 towarzyskim meczu z Norwegią. W 1950 Dickinson uczestniczył w mistrzostwach świata. Na turnieju w Brazylii wystąpił we wszystkich trzech meczach z Chile, USA i Hiszpanią. W 1954 Dickinson po raz drugi uczestniczył w mistrzostwach świata. Na turnieju w Szwajcarii wystąpił we wszystkich trzech meczach z Belgią (samobójcza bramka w 94 min), Szwajcarią i Urugwajem. Ostatni raz w reprezentacji wystąpił 5 grudnia 1956 w wygranym 5-2 meczu eliminacji mistrzostw świata z Danią. Ogółem Dickinson rozegrał w reprezentacji 48 spotkań.